# Лука (Врбовец)
Лука је насељено место у саставу града Врбовца у Загребачкој жупанији, Хрватска. До територијалне реорганизације у Хрватској налазила се у саставу бивше велике општине Врбовец.

## Становништво
На попису становништва 2011. године, Лука је имала 840 становника.

## Попис1991.
На попису становништва 1991. године, насељено место Лука је имало 705 становника, следећег националног састава:
| Попис 1991.‍  | Попис 1991.‍  | Попис 1991.‍ | Попис 1991.‍ | Попис 1991.‍ |
| ------------ | ------------ | ----------- | ----------- | ----------- |
|              |              |             |             |             |
| Хрвати       | Хрвати       |             | 675         | 95,74%      |
| Срби         | Срби         |             | 13          | 1,84%       |
| Југословени  | Југословени  |             | 3           | 0,42%       |
| Муслимани    | Муслимани    |             | 3           | 0,42%       |
| Словенци     | Словенци     |             | 1           | 0,14%       |
| Чеси         | Чеси         |             | 1           | 0,14%       |
| неопредељени | неопредељени |             | 8           | 1,13%       |
| непознато    | непознато    |             | 1           | 0,14%       |
| укупно: 705  |              |             |             |             |